# DN79A főút (Románia)

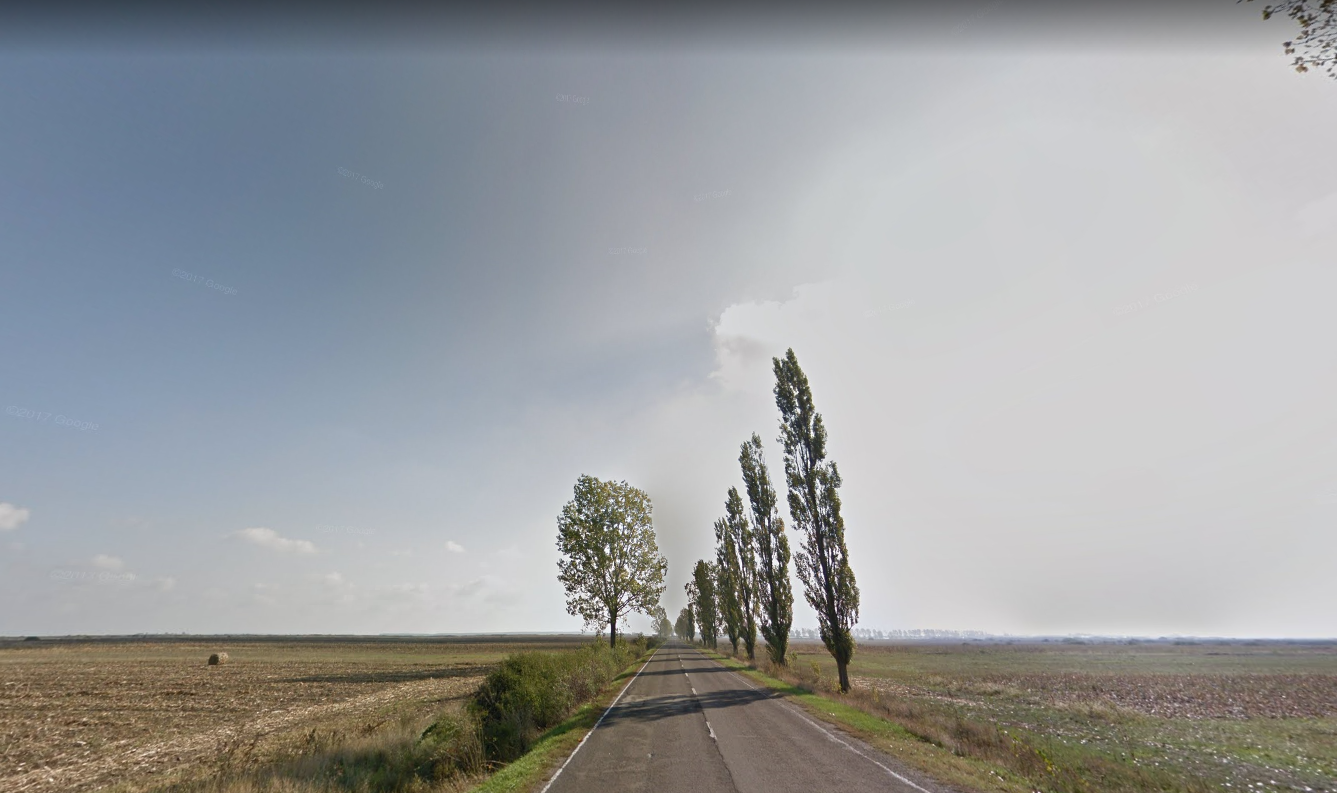
A főút Szinte és Kerülős között

A DN79A főút Romániában Gyulavarsánd és Halmágycsúcs között.

## Jellemzése
127,230 km hosszú, Magyarországról a 44-es számú főútba csatlakozik. Részben határát képezi a ROSPA0015 jelű, Fehér-Körös és Fekete-Körös menti Natura 2000 területnek.
A nemzeti közúti infrastruktúrát kezelő cég (CNAIR) temesvári igazgatósága kezeli.